# Luchthaven Stockholm-Arlanda
Stockholm-Arlanda Airport (IATA: ARN, ICAO: ESSA) is een luchthaven in de gemeente Sigtuna in Uppland, ongeveer 42 km ten noorden van Stockholm. De luchthaven ligt vlak bij Märsta en bij de belangrijke E4, die vanuit Stockholm verder naar Uppsala gaat. De spoorlijn naar Stockholm en Uppsala is korter, vandaar dat meer mensen de trein nemen in plaats van de auto.
Stockholm-Arlanda is de grootste luchthaven van Zweden en de op twee na grootste van Scandinavië (na Kopenhagen Kastrup en Oslo Gardermoen) en had 19,1 miljoen passagiers in 2011. Het is ook een van de drie hubs van SAS.

## Geschiedenis
De luchthaven werd in 1959 in gebruik genomen, maar aanvankelijk alleen voor nationale burgerluchtvaart. In 1960 werd hij ook voor internationaal luchtverkeer geopend, omdat de baan van Stockholm-Bromma te kort was. De officiële opening vond echter pas in 1962 plaats.
De naam Arlanda (spreek uit: aarlanda) is verkregen via een wedstrijd. Hij is afgeleid van Arland, een oude naam voor Ärlinghundra (nu Husby-Ärlinghundra in Märsta) waar de luchthaven ligt. De extra -a is eraan gevoegd omdat vele Zweedse plaatsjes een naam op -landa hebben en ook omdat landa het Zweedse woord voor landen is.
Terminal 5 was de eerste terminal van de luchthaven.

## Uiterlijk luchthaven

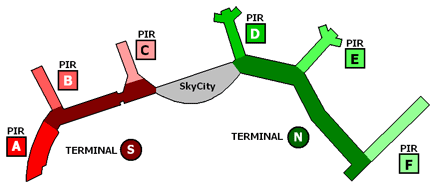
Lay-out Stockholm-Arlanda de geplande uitbreiding.

De luchthaven heeft 4 terminals en in totaal 64 gates. De terminals 2 en 5 zijn voor internationaal verkeer. De terminals 3 en 4 voor nationaal. Het luchthavengebouw, Arlanda noord, werd gebouwd in 2003. Het verbindt terminal F met terminal 5. Alle internationale vluchten van SAS en andere Star Alliance gebruikers gaan via terminal F. Een Arlanda-zuid gebouw, dat terminal 2, 3 en 4 moest verbinden, is gepland maar nooit gebouwd. Tussen de terminals 4 en 5 ligt Sky City, waar voornamelijk winkels liggen en het station is. De Arlanda Express verbindt de twee stations op de luchthaven met Stockholm. De luchthaven heeft een capaciteit van 25 miljoen passagiers per jaar. Er is geen terminal 1; er wordt vaak gegrapt dat Bromma eigenlijk terminal 1 van Arlanda is.
Arlanda heeft 3 start- en landingsbanen: 01L-19R, 01R-19L en 08-26. Startbaan 1 is 3300 meter lang en kan alle vliegtuigtypen aan. De startbanen 2 en 3 zijn 2500 meter lang. De startbanen 1 en 3 liggen parallel aan elkaar. De luchthaven staat aan de leiding met "meeste sneeuw op een luchthaven" . Toch gaat Arlanda nooit dicht bij hevige sneeuwval.
Arlanda heeft 5 terminals voor vracht, en 5 hangars. Ook heeft het ongeveer 100 plekken zonder gate.

## Faciliteiten
- 35 winkels
- 33 restaurants
- 3 hotels
- 2 banken
- 1 apotheek
- 1 kerk
- Conferentie/vergaderzalen
  - 49 vergaderzalen
  - 6.300 m² vergaderruimte

## Lounges
- American Express lounge, terminal 5 (Platinum/centurion kaarthouders)
- Finnair lounge, terminal 2 (Business/economyclass)
- Lounge Novia, terminal 5 (contact ruimte)
- SAS businesslounge, terminal 5 (business/economyclass)
- SAS Scandinavian lounge, terminal 5 (Star Alliance/SAS Gouden Kaart houders)
- SAS Stockholm Lounge, terminal 4 (Star Alliance/SAS gouden kaart houders)

## Verkeer

### Trein
De snelste weg naar het centrum van Stockholm is via de hogesnelheidsspoorlijn. Door middel van een 20 minuten durende rit met de Arlanda Express kan het vliegveld bereikt worden. Eventuele tickets voor deze trein kunnen gecombineerd worden met een taxi of het gebruik van het SL. Tevens biedt SL een treindienst aan tussen Arlanda-Uppsala en Arlanda-Stockholm-Södertälje. De rit naar Uppsala duurt 17 minuten. Doordat de tunnel onder Arlanda commercieel bezit is, dient een toeslag betaald te worden om op het perron te komen, dan wel het perron te verlaten.
Lange-afstandstreinen, Intercity of X2000, gerund door SJ, gaan naar het noorden van Arlanda. Het is niet toegestaan om lange-afstandstreinen tussen Luchthaven Stockholm-Arlanda en Stockholm te gebruiken.

### Luchthaven-shuttle
De Airport shuttle zorgt voor vervoer tussen Stockholm-Arlanda en hotels in Stockholm. De airport shuttle is een goedkoper alternatief dan trein en taxi en vergeleken met andere reissoorten.

### Bus

#### Flygbussarna
Flygbussarna biedt een busdienst aan naar het centrum van Stockholm en enkele omliggende gemeentes. Tevens is het mogelijk om de bus te nemen naar de tweede luchthaven van Stockholm, Bromma.

#### Uppsala
Bussen, gerund door Upplands Lokaltrafik, rijden tussen Arlanda en Uppsala (Lijn 801)

### Taxi
Een andere snelle methode om te reizen naar Stockholm en Uppsala is per taxi. Alle taxibedrijven rekenen dezelfde prijzen van en naar Stockholm en Uppsala. Ze doen dit, aangezien het aantal kilometers, redelijk goedkoop.

### Parkeerplaats
Parkeren, zowel kort als lang, kan rond de luchthaven.

## Ongelukken
- 1 november 1969: Een convair 440 van Linjeflyg, geregistreerd als SE-BSU veroorzaakt een ongeval tijdens een training. Na de mislukte poging om te landen, raakt de linkervleugel de grond. Vervolgens crasht het vliegtuig. Niemand van de 4 inzittenden raakt gewond of wordt gedood.
- 5 januari 1970: Een convair 990 van Spantax, geregistreerd als EC-BNM naar Zürich crasht na het opstijgen. Bij het ongeluk vinden 5 van de 10 inzittenden de dood.
- 14 juli 1973: Een Sterling geregistreerd als OY-SAN rijdt na het taxiën de berm in en raakt zwaar beschadigd.
- 25 januari 1974: Een toestel van SAS, geregistreerd als OY-KRA, krijgt een ongeluk en raakt zwaar beschadigd.
- 26 mei 1977: Een Antonov-24 van Aeroflot geregistreerd als CCCP-46806 op een lijndienst vanaf luchthaven Donetsk naar luchthaven Riga wordt gekaapt. Pas na lange tijd worden de 23 mensen en bemanning vrijgelaten op Arlanda.
- 27 februari 1979: Een Tupolev 154 van eveneens Aeroflot wordt eveneens gekaapt op een vlucht van Oslo naar Stockholm. De mensen worden op Arlanda weer vrijgelaten.
- 6 januari 1987: Een toestel van Transwede, geregistreerd als SE-DEC, onderweg van Alicante naar Stockholm meldt problemen met ijs. Even later klapt het vliegtuig hard op de startbaan en schiet eroverheen, hierna vliegt het in brand. Geen van de 129 passagiers wordt gedood, maar Arlanda begint heel snel met brandweeroefeningen.
- 27 december 1991: Een MD-81 van SAS geregistreerd als OY-KHO, op een vlucht van Stockholm-Arlanda naar luchthaven Kopenhagen crasht bij Gottröra (Norrtälje) kort na het opstijgen. Het ongeluk kwam door problemen met ijs. Geen van 129 passagiers werd gedood, maar het vliegtuig werd zwaar beschadigd.
- 20 februari 1993: Een kaper aan boord van een Aeroflot Tupolev 134 op een lijndienst van Luchthaven Tyumen naar Sint-Petersburg, wil naar de VS. Eerst maakt het vliegtuig een tussenstop in Tallinn waar de kaper 30 passagiers vrijlaat. Men vliegt daarna naar Stockholm-Arlanda, omdat de kaper een groter vliegtuig wil om naar de VS te vliegen. Hier laat hij eerst 12 andere passagiers vrij, onder wie zijn vrouw en kind, maar later ook de overige 40 passagiers en bemanning.
- 7 oktober 1997: Een BAC One-Eleven van TAROM geregistreerd als YR-BCM, op een lijndienst van Boekarest naar Stockholm meldt een fout aan het voorwiel wanneer het rustig op landingsbaan 26 probeert te landen. Wanneer het vliegtuig richting de landingsbaan gaat, meldt de luchtverkeersleiding aan de piloot dat hij niet op de landingsbaan maar in het gras aan de linkerkant moet landen. Het vliegtuig landt rustig in het gras en haastig verlaten alle passagiers en bemanning het zwaarbeschadigde vliegtuig via de normale uitgangen. Hierna wordt het vliegtuig naar Halmstad gebracht om voor Le caravelle club dienst te doen als oefening bij branden.
- 8 oktober 1999: Een SAAB 2000, behorend aan SAS Commuter, geregistreerd als SE-SLF en "Eir Viking" genaamd, rijdt zomaar in een gesloten hangar. De mensen aan boord komen, hoewel ze gewond zijn, met de schrik vrij, maar het vliegtuig is "verwoest".